# OmaSpスタディオン
OmaSpスタディオン（OmaSp Stadion）は、フィンランドのセイナヨキにある多目的スタジアムである。

## 概要
2015年6月にスタジアムの建設が開始された。
2016年2月、Oma Säästöpankki(OmaSp)と10年間の協力関係を結び、スタジアムはOmaSpスタディオンと呼ばれる。
2016年6月18日にSJK対HJK戦で開場し、満員の5,817人が観戦した。同年7月16日にサッカー以外の最初のイベントとして、ZZトップ、ウィルコ・ジョンソン・バンドなどが参加したコンサートが開催された。収容能力はスポーツの試合で約6,000人、コンサートで約10,000人である。